# Tricholita knudsoni
Tricholita knudsoni là một loài bướm đêm thuộc họ Noctuidae. Nó được tìm thấy ở miền tây Texas từ Concan về phía tây đến Chisos, Davis, và núi Guadalupe.
Sải cánh dài 33–35 mm. Tất cả các mẫu đã biết được thu thập vào ban ngày giữa cuối tháng 8 và cuối tháng 10.